# Pretoria Art Museum

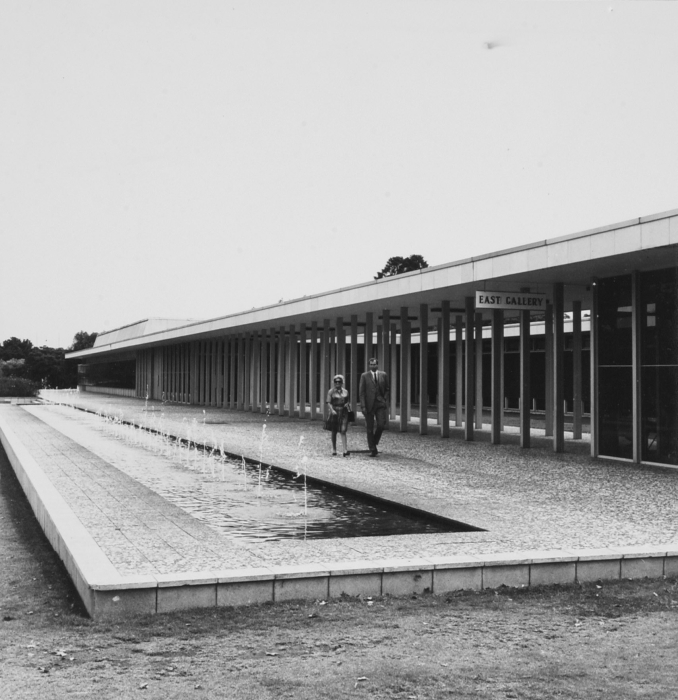
Pretoria Art Museum, 1970

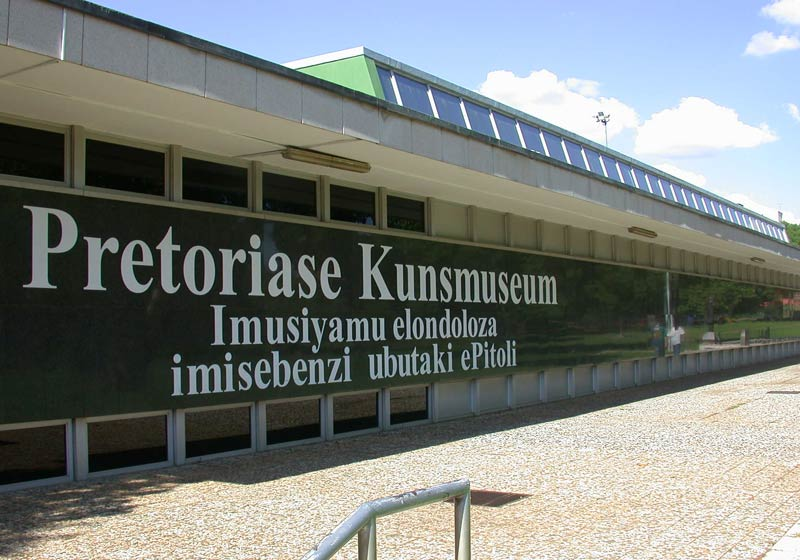
Pretoria Art Museum, 2007

Das Pretoria Art Museum ist ein Kunstmuseum in Pretoria, Südafrika, das vor allem südafrikanische und afrikanische Kunst präsentiert und bewahrt. Es bietet eine umfangreiche Sammlung an Gemälden, Skulpturen und Druckgrafiken und zeigt Werke von der Kolonialzeit bis zur Gegenwart.

## Geschichte
Das Pretoria Art Museum wurde gegründet, um die stetig wachsende Kunstsammlung des Stadtrats von Pretoria unterzubringen, die seit den frühen 1930er Jahren aufgebaut worden war. Zuvor befanden sich die Kunstwerke, die hauptsächlich aus der Michaelis-Stiftung und einer Sammlung südafrikanischer Künstler bestanden, im Rathaus. Die Michaelis-Stiftung von Lady Michaelis im Jahr 1932, nach dem Tod ihres Mannes Sir Max Michaelis, umfasste hauptsächlich Gemälde niederländischer und flämischer Künstler des 17. Jahrhunderts.
1955 feierte Pretoria sein hundertjähriges Bestehen und plante den Bau eines ständigen Kunstmuseums. Der Bau begann 1962 im Park des Stadtteils Arcadia, und das Pretoria Art Museum wurde im Mai 1964 als erstes Kunstmuseum der Stadt eröffnet. Das moderne Gebäude aus Glas und Beton gilt als Beispiel des Internationalen Stils in der Architektur und wurde mehrfach erweitert und modernisiert, zuletzt 1999. Es umfasst geräumige, flexibel gestaltbare Galerien sowie einen Skulpturengarten.

## Sammlung
Da andere südafrikanische Museen bereits Kunstwerke europäischer Meister des 17. bis 19. Jahrhunderts gesammelt hatten, konzentrierte sich das Pretoria Art Museum auf eine umfassende Sammlung südafrikanischer Kunst. Um auch internationale Einflüsse zu repräsentieren, sammelte das Museum europäische und US-amerikanische Grafikwerke. Frühe Ankäufe umfassen bedeutende südafrikanische Künstler der Tradition, während in den letzten Jahren junge zeitgenössische Künstler und neue Techniken in die Sammlung aufgenommen wurden. Die Sammlung reflektiert die historische und kulturelle Vielfalt Südafrikas und umfasst rund 5000 Werke, darunter Zeichnungen, Aquarelle, Originaldrucke, Ölgemälde, Keramiken, traditionelle Perlenarbeiten, Fotografien, Textilien, Installationskunst, Skulpturen sowie internationale Druckgrafiken und Gemälde niederländischer und flämischer Meister des 17. Jahrhunderts.
Das Museum zeigt neben der Dauerausstellung regelmäßig wechselnde Sonderausstellungen und nationale wie internationale Wanderausstellungen, um den Besuchern ein vielfältiges Angebot an Künstlern und Kunstwerken zu präsentieren. Es erfüllt die Kriterien des International Council of Museums (ICOM) als gemeinnützige, öffentlich zugängliche Institution zur Sammlung, Erhaltung, Erforschung und Vermittlung von Kunstwerken. Ein repräsentativer Museumsbeirat und die ehrenamtliche Association of Friends of the Pretoria Art Museum unterstützen die Arbeit des Museums, das sich der Förderung der visuellen Bildung widmet. Es bietet Führungen, Workshops und andere bildende Programme an, um die Kunst und das Kulturerbe Südafrikas der Öffentlichkeit zugänglich zu machen und das kulturelle Leben der Region Tshwane, einschließlich Gebieten wie Mamelodi und Soshanguve, zu bereichern.
Das Pretoria Art Museum beherbergt eine vielfältige Sammlung bedeutender Kunstwerke vom 17. bis zum 21. Jahrhundert. Die Sammlung konzentriert sich hauptsächlich auf südafrikanische Kunst, umfasst jedoch auch internationale Werke.
- Niederländische Meister: Dank der Michaelis-Schenkung von 1932 verfügt das Museum über Gemälde niederländischer Künstler des 17. Jahrhunderts.
- Frans Oerder: Südafrikanischer Maler, bekannt für seine Landschaften und Porträts.
- Anton van Wouw: Bedeutender Bildhauer, dessen Werke die südafrikanische Kultur und Geschichte reflektieren.
- Gerard Sekoto: Pionier der südafrikanischen modernen Kunst, bekannt für seine Darstellungen des städtischen Lebens.
- Irma Stern: Expressionistische Malerin, die afrikanische Themen in ihren Werken hervorhob.
- J.H. Pierneef: Bekannt für seine stilisierten Landschaftsgemälde, die die südafrikanische Landschaft darstellen.
- Maggie Laubser: Expressionistische Künstlerin, die ländliche Szenen und Porträts schuf.
- Lucas Sithole: Bildhauer, dessen Werke traditionelle und moderne Einflüsse vereinen.[3]
- William Kentridge: Zeitgenössischer Künstler, bekannt für seine Animationsfilme und Zeichnungen, die soziale und politische Themen behandeln.
- Conrad Botes: Mitbegründer des Kunstkollektivs Bitterkomix, bekannt für seine provokativen Werke, die sich mit südafrikanischen Themen auseinandersetzen.[4]

Zusätzlich zur südafrikanischen Kunst verfügt das Museum über Werke internationaler Künstler wie Pablo Picasso, Salvador Dalí und Käthe Kollwitz, hauptsächlich Druckgrafiken.